# 释妙真 (灵岩山寺)
释妙真（1895年—1967年1月14日），字达悟、俗名万正财、法号妙真，湖北枣阳人，原灵岩山寺住持。

## 生平
妙真法师于18岁结婚后不久赴湖北隋县崇山寺出家，同年在普陀山法雨寺受戒。他曾在宁波观宗寺从谛闲法师习天台教观，后又从持松法师学习密法。1923年慈舟法师准备在常熟兴福寺开办法界学院，邀妙真法师出任监学。1928年，赴苏州灵岩山寺担任监院之职。此后，他协助印光大师与真达法师，将灵岩山寺兴办成了近代著名的净土宗道场。1940年出任灵岩山寺方丈。之后他还创办了西有研究社，并于1948年扩充为净宗佛学苑。
中华人民共和国成立后，妙真法师曾出任中国佛教协会理事、江苏省佛教协会筹委会副主任、苏州市佛教协会名誉会长、苏州市政协委员等职。文化大革命爆发后他遭到迫害，于1967年1月14日自缢身亡。文革结束后于1979年被平反。1985年，其灵塔建于灵岩山寺印公塔院之内。